# Teri Kasam
Teri Kasam ist ein Hindi-Film von A. C. Trilogchander aus dem Jahr 1982. Dieser Film ist ein Remake und wurde bereits in drei südindischen Sprachen, Telugu, Kannada und Tamil verfilmt.

## Handlung
Dolly ist ein verwöhntes reiches Mädchen, die sich in Deepak „Tony“, einen armen Musiker, verliebt hat. Sie heiraten, während Dollys Bruder Rakesh mit Tonys Schwester Shanti zusammenkommt.
Nach der Hochzeit ändert sich alles und es kommt zu den ersten Problemen. Vor Dollys Eltern behandelt Dolly ihre Schwiegermutter wie ein Dienstmädchen. Außerdem wollen ihre Freunde sie wieder mit ihrem Ex-Freund Monty verkuppeln. Aufgrund all dieser Geschehnisse ohrfeigt Tony sie und verlangt eine Entschuldigung seiner Mutter gegenüber. Dolly weigert sich und Tony verlässt sie. Außerdem kündigt er seinen Job bei Rakeshs Firma und wird zum professionellen Sänger.
Auch in Shantis Ehe läuft es nicht wie geplant. Ihr Ehemann verbietet ihr, Kontakt mit Tony aufzunehmen. Deshalb zieht sie mit ihrem Kind wieder zu ihrer Mutter. Doch nach einer Aussprache finden beide Paare wieder zueinander.

## Musik
| Liedtitel              | Sänger                      |
| ---------------------- | --------------------------- |
| Yeh Zameen Ga Rahi Hai | Amit Kumar                  |
| Hum Jis Raste Pe Khade | Amit Kumar, Lata Mangeshkar |
| Geet Woh Hai           | Amit Kumar                  |
| Dil Ki Baat            | Amit Kumar                  |
| Mere Geeton Mein       | Amit Kumar                  |
| Kya Hua Ki Baat        | Amit Kumar                  |